# Floronia huishuiensis
Espèce
Floronia huishuiensis est une espèce d'araignées aranéomorphes de la famille des Linyphiidae.

## Distribution
Cette espèce est endémique du Guizhou en Chine,. Elle se rencontre dans le xian de Huishui dans la grotte Baiyan.

## Description
Le mâle holotype mesure 1,51 mm et la femelle paratype 1,59 mm.

## Systématique et taxinomie
Cette espèce a été décrite par Zhou et Xu en 2023.

## Étymologie
Son nom d'espèce, composé de huishui et du suffixe latin -ensis, « qui vit dans, qui habite », lui a été donné en référence au lieu de sa découverte, le xian de Huishui.

## Publication originale
- Zhou, Du, Xu & Irfan, 2023 : « A new species of Floronia Simon, 1887 from Baiyan Cave in Guizhou Province, China (Araneae, Linyphiidae). » ZooKeys, vol. 1185, p. 309-319 (texte intégral).